# Rosa Keleku
Rosa Keleku Lukusa (Kinsasa, 16 de enero de 1995) es una deportista congoleña que compite en taekwondo. Ganó una medalla en los Juegos Panafricanos de 2015, y tres medallas en el Campeonato Africano de Taekwondo entre los años 2012 y 2016.

## Palmarés internacional
| Juegos Panafricanos | Juegos Panafricanos               | Juegos Panafricanos | Juegos Panafricanos |
| Año                 | Lugar                             | Medalla             | Categoría           |
| ------------------- | --------------------------------- | ------------------- | ------------------- |
| 2015                | Brazzaville (República del Congo) | Medalla de plata    | –49 kg              |
| Campeonato Africano |                                   |                     |                     |
| Año                 | Lugar                             | Medalla             | Categoría           |
| 2012                | Antananarivo (Madagascar)         | Medalla de plata    | –49 kg              |
| 2014                | Túnez (Túnez)                     | Medalla de plata    | –49 kg              |
| 2016                | Puerto Saíd (Egipto)              | Medalla de bronce   | –49 kg              |